# سليمان بن شريم
سليمان بن ناصر بن عبد الله بن إبراهيم الشريم شاعر شعبي من أعلام الشعر النبطي في القرن الرابع عشر، ولد عام 1300هـ (1883م). ذاع صيته في الجزيرة العربية وتغنى بشعر عدد من المطربين المعاصرين.

## نسبه
من فخذ الحراقيص من قبيلة بني زيد النجدية وأسرة الشريم تسكن في شقراء والسر وهي أسرة ينتمي لها إمام الحرم المكي الشيخ سعود الشريم

## مولده
ولد سنة 1300هـ في عين بن قنور في إقليم السر التابع لمنطقة الرياض في المملكة العربية السعودية. وتشير بعض المصادر إلى أنه ولد سنة 1305هـ (1888م).

## حياته
ولد الشاعر سليمان بن شريم في (عين ابن قنور) في إقليم السر التي كان والده يقيم بها وكان يتردد على مدينة شقراء لزيارة أقاربه ومنطقة القصيم للبحث عن عمل، كما تردد على مناطق أخرى كالكويت حيث كانت له فيها محاورات مع شعرائها، وقد برز في جميع أغراض الشعر حتى حظي بشهرة كبيرة، وله محاورات عديدة مع بعض شعراء عصره وتوفي في مدينة بريدة سنة 1363هـ (1944م).

## شعره
تغنى بكلماته العديد من المطربين مثل محمد عبده في أغنية هبي بريحه، وأغنية كريم يا بارق، والمطرب حمد الطيار في أغنية يا سلام ويا سلام الله. 
ومن أشهر قصائده قصيدة عزي لحالك التي نصح بها ابنه:

وقال في الغزل:
وقال أيضاً:

## وصلات خارجية
- http://www.alriyadh.com/965199 جريدة الرياض.. سليمان بن شريم أحد أبرز شعراء القرن الرابع عشر
- http://www.alsh3r.com/encyclopedia/view/64 نبذه عن الشاعر سليمان بن شريم
- http://www.an7a.com/55607 صحيفة انحاء الالكترونية .. بعد 70 عاما من وفاته … ريح “سليمان بن شريم” تهب “شمالية” بصوت محمد عبده “الجنوبي”
- http://www.al-jazirah.com/2000/20001103/zx5.htm جريدة الجزيرة ..عشاق الأدب الشعبي ينصفون ابن شريم
- http://www.alriyadh.com/523332 كلمات كريم يابارق.. جريد الرياض